# Bertelsmann
Bertelsmann. «Бертельсма́н» (нем. ) — международный медиаконцерн, включающий телерадиокомпанию RTL Group, издательство Penguin Random House, музыкальную компанию BMG, сервисную компанию Arvato, издательство Bertelsmann Printing Group, образовательную компанию Bertelsmann Education Group и инвестиционную группу Bertelsmann Investments. Штаб-квартира расположена в Гютерсло (Германия). Работает в 50 странах, ключевыми регионами являются Западная Европа и США.
Выпускает художественную, научную, энциклопедическую (в том числе «Лексикотека» в 26 тт., с 1972 года), справочную, учебную и другую литературу, компакт-диски. Распространяет продукцию главным образом через сеть книжных и музыкальных клубов.

## История
Компания основана Карлом Бертельсманом в Гютерсло в 1835 году как небольшое издательство церковных гимнов. В 1850 году руководство перешло к сыну Карла Хайнриху, а в 1887 году — к Йоханнесу Мону, мужу единственной внучки основателя. С тех пор компания контролировалась семьёй Мон.
В 1947 году компанию возглавил Рейнхард Мон. Его инновацией было создание книжного клуба, любой желающий мог сделав небольшой взнос стать членом клуба и ежегодно получать несколько книг. Такая модель продаж оказалась очень успешной, оборот Bertelsmann быстро рос: с 7 млн марок в 1951 году до 30 млн в 1953 году, 100 млн в 1957 году, 1 млрд марок в 1973 году. Bertelsmann стала крупнейшим издательством ФРГ и начала поглощать менее успешных конкурентов, а также расширять интересы в звукозапись, журналы и телевидение. В 1950—1980 годах поглотила свыше 100 полиграфических и других фирм страны и зарубежья, наиболее успешным приобретением было гамбургское издательство Gruner + Jahr.
К 1994 году Bertelsmann объединяла около 300 компаний, большинство из них имели значительную степень автономности. В начале 1980-х годов компания стала публичной, в 1981 году её управляющим стал Марк Весснер, первый не член семьи, однако Рейнхард Мон оставался председателем наблюдательного совета. В середине 1980-х годов Bertelsmann A.G. стала крупнейшим медиа-холдингом в мире благодаря нескольким приобретениям в США (издательство Doubleday-Dell, подразделение звукозаписи компании RCA, переименованное в BMG). После покупки в 1998 году издательства Random House треть выручки Bertelsmann приходилась на США. В середине 1990-х годов в Европе было создано совместное предприятие с компанией AOL; хотя оно было упразднено в 2000 году, оно успело принести Bertelsmann 7 млрд долларов прибыли. Самым проблемным в начале 2000-х годов было музыкальное подразделение BMG, его прибыли резко упали с появлением сайтов по обмену музыкальными файлами, такими как Napster. В 2001 году доля в европейской телевизионной группе RTL Group была доведена до контрольного пакета.
В 2004 году было создано совместное предприятие Sony BMG, объединившее музыкальные подразделения Bertelsmann и Sony; в 2009 году оно было расторгнуто, Bertelsmann продала свою долю, однако создала новое подразделение BMG Rights Management, к 2013 году ставшее одним из крупнейших издателей музыки в мире.
В 2006 году компания вновь стала частной, выкупив за 4,5 млрд евро доли миноритарных акционеров (крупнейшим акционером оставался Фонд Bertelsmann, основанный в 1970 году). В 2008 году были куплены права на Энциклопедию Брокгауз. В 2009 году Рейнхард Мон умер, во главе наблюдательного совета стала его жена Лиз.
В октябре 2012 года концерн «Бертельсман» договорился с британской компанией Pearson о слиянии своих издательских активов — Random House и Penguin Group. В новом предприятии — Penguin Random House — 53 % акций будут принадлежать Bertelsmann, а 47 % — Pearson. Сделка была завершена в 2013 году после получения разрешений регуляторов. В 2017 году Bertelsmann увеличил свою долю до 75 %, а в 2020 году — до 100 %.

## Собственники и руководство
Bertelsmann является частной компанией, трём фондам (Bertelsmann Stiftung, Reinhard Mohn Stiftung и BVG-Stiftung) принадлежит 80,9 % акций, остальные акции находятся у членов семьи Мон.
- Кристоф Мон (Christoph Mohn, род. 6 июля 1965 года в Штутгарте) — председатель наблюдательного совета с 2013 года; один из 6 детей Рейнхарда Мона.
- Томас Рабе (Thomas Rabe, род. 6 августа 1965 года в Люксембурге) — председатель правления и генеральный директор с 2012 года; также председатель наблюдательного совета Adidas.

## Деятельность
Основные активы:
- RTL Group — одна из крупнейших телерадиокомпаний Европы, включающая 56 телеканалов, 36 радиостанций и 9 платформ потокового вещания; 36 % выручки.
- Penguin Random House — крупнейшее в мире издательство по размеру выручки, объединяющая около 300 импринтов, среди них Doubleday, Riverhead, Viking и Alfred A. Knopf (США); Ebury, Hamish Hamilton и Jonathan Cape (Великобритания); Goldmann и Heyne (Германия); Plaza & Janés и Alfaguara (Испания); Sudamericana (Аргентина); Dorling Kindersley (международный);. ежегодно выпускает 16 тыс. наименований общим тиражом 700 млн экземпляров (включая электронные и аудиокниги); 21 % выручки.
- BMG — международная музыкальная компания с 22 офисами в 13 странах; её каталог насчитывает 3 млн наименований звукозаписей, включая таких авторов и исполнителей, как Джейсон Олдин, Кайли Миноуг, Мик Джаггер, Кит Ричардс, Льюис Капальди, Биби Рекса, No Angels, Рита Ора, Тина Тёрнер и др.; 4 % выручки.
- Arvato — предоставляет различные услуги компаниям, такие как обслуживание клиентов, логистика, финансы, информационные технологии; 28 % выручки.
- Bertelsmann Printing Group — книгопечатание и производство оптических носителей (CD и DVD) в Германии, Великобритании и США; 7 % выручки.
- Bertelsmann Education Group — образование, в основном медицинское, в США, Бразилии и других странах; 3 % выручки.
- Bertelsmann Investments — группа инвестиционных фондов, основными из них являются Bertelsmann Asia Investments (BAI), Bertelsmann India Investments (BII) и Bertelsmann Digital Media Investments (BDMI); 3 % выручки.

Географическое распределение выручки: Германия — 30 %, Франция — 10 %, Великобритания — 7 %, другие страны Европы — 20 %, США — 24 %, другие страны — 9 %. На собственную продукцию приходится 22 % выручки, на права и лицензии — 19 %, на рекламу — 19 %, на услуги — 40 %.

### «Бертельсман» в России и постсоветских странах
В России концерну «Бертельсман» принадлежат фулфилмент-оператор «Дистрибуционный центр Бертельсман», провайдер комплексных логистических решений «Сонопресс», издательство «Бертельсман Медиа Москау АО», Ярославский полиграфический комбинат, 30 % телеканала «Рен ТВ» (до 2013 года) и ряд иных активов.
На Украине концерну принадлежит издательство «Клуб семейного досуга».